# Édouard Przybylski
Édouard Przybylski, né le 20 septembre 1920 à Freyming-Merlebach en Moselle, mort le 26 mai 1993 à Embrun dans les Hautes-Alpes, est un marin français, combattant des Forces navales françaises libres pendant la Seconde Guerre mondiale.
Fusilier marin, il participe aux combats de la France libre et se distingue particulièrement dans la campagne d'Italie et la campagne de France. Il est compagnon de la Libération.

## Biographie
Édouard Przybylski naît à Freyming-Merlebach en Moselle le 20 septembre 1920,. Fils de mineur, il effectue ses études primaires, réussit son certificat d'études, puis devient mineur lui aussi.
Il décide cependant de changer et s'engage en février 1939 dans la Marine nationale.
Au début de la Seconde Guerre mondiale, Przybylski participe à la campagne en mer du Nord et dans la Manche. Ayant entendu de Newport l'Appel du 18 Juin par le général de Gaulle, il choisit d'y répondre, part pour Londres et s'engage dans les Forces navales françaises libres.
Il est affecté au 1er bataillon de fusiliers marins (1er BFM) qui est en cours de formation à Aldershot. Avec le 1er BFM, Przybylski participe à l'opération de Dakar, à la campagne du Gabon, à la campagne de Syrie. Il est blessé lors de la campagne de Libye, par l'explosion d'une mine à la bataille d'El Alamein en octobre 1942.
À la campagne d'Italie, il est chef de char et s'illustre à la bataille du Garigliano le 12 mai 1944 où il combat avec la 1re division française libre. Le 10 juin suivant, il est gravement blessé dans son char lors de l'assaut du fort de Montefiascone ; brûlé au deuxième degré, il est évacué à Naples, mais s'évade de l'hôpital pour participer au débarquement de Provence,.
Przybylski participe alors à la campagne pour la libération de la France, jusqu'à la bataille d'Alsace. Il se distingue de nouveau à plusieurs reprises, à Clairegoutte en Haute-Saône, puis à Frédéric-Fontaine, et ensuite lors de la prise de Rougemont dans le Doubs le 25 novembre 1944, ce qui lui vaut la médaille militaire.
Il est créé Compagnon de la Libération par le décret du 20 janvier 1946.
Après la Seconde Guerre mondiale, il participe à la guerre d'Indochine jusqu'à être rapatrié sanitaire en février 1947. Il passe alors plusieurs années à l'hôpital, puis s'installe à Embrun dans les Hautes-Alpes, et reprend une activité professionnelle, en usine et en laboratoire.
Édouard Przybylski meurt le 26 mai 1993 à Embrun, où il est enterré,.

## Hommages et distinctions
Les décorations attribuées à Édouard Przybylski sont :
- Officier de la Légion d'honneur ;
- Compagnon de la Libération par décret du 20 janvier 1946[4] ;
- Médaille militaire ;
- Commandeur de l'ordre national du Mérite ;
- Croix de guerre 1939–1945, quatre citations ;
- Médaille coloniale avec agrafes « Libye », « Tunisie », « Indochine » ;
- Insigne des blessés militaires ;
- Chevalier de l'ordre royal du Cambodge.

### Autres hommages
La rue Édouard Przybylski lui rend hommage à Embrun.